# Delitzscher Kleinbahn T1
Der Triebwagen DKB T 1 war ein Triebwagen der Delitzscher Kleinbahn. Er wurde 1937 als zweiter Triebwagen auf der Kleinbahnstrecke in Dienst gestellt, nachdem schon 1932 ein Benzoltriebwagen von DWK auf ihr den Dienst antrat. Dieses Fahrzeug trug, obwohl es zuerst auf dieser Strecke eingesetzt wurde, die Bezeichnung DKB T 2.
Das Fahrzeug DKB T 1 erhielt bei der Kleinbahnabteilung des Provinzialverbandes Sachsen 1940 die Bezeichnung T 12. Von der Deutschen Reichsbahn wurde er nach dem Krieg als VT 135 530 übernommen und bekam ab 1970 die neue EDV-Bezeichnung 186 020-4. Das Fahrzeug ist umgangssprachlich als Großer Wettiner klassifiziert. Es war bis 1969 im Betriebsdienst eingesetzt. Das Fahrzeug ist nicht mehr vorhanden.

## Geschichte

### Delitzscher Kleinbahn T1
Mit dem Ansteigen der Fahrgastzahlen auf den provinzialsächsischen Nebenbahnen waren die eingesetzten Kleinen Wettiner auf ihren Einsatzstrecken an die Leistungsgrenze gelangt. Dadurch wurde von der Generalverwaltung in Merseburg der Bau einer vergrößerten Triebwagenbaureihe mit einem Achsstand von 5,8 m, einer Länge von 11 m und einer Sitzplatzanzahl von etwa 40 Sitzplätzen bei der Gottfried Lindner AG in Ammendorf in Auftrag gegeben. Dieses Fahrzeug gehörte zu den ersten beiden Fahrzeugen, es wurde Mitte 1937 bei der Delitzscher Kleinbahn AG in Dienst gestellt. Ein baugleiches Fahrzeug wurde im selben Jahr bei der Kleinbahn Ellrich–Zorge in Betrieb genommen, 1939 erhielten noch einmal die Delitzscher Kleinbahn AG, die Langensalzaer Kleinbahn AG und die Kleinbahn Wallwitz-Wettin je ein Fahrzeug.
Da in der Literatur einige technische Daten über den DKB T 1 fehlen, wurden die von dem Großen Wettiner der Bahnstrecke Wallwitz–Wettin zur Grundlage gewählt. Einzelne Maße können demzufolge von dem DKB T 1 abweichen.
Dieser Große Wettiner wurde im April 1937 von der Kleinbahnabteilung in Merseburg für den Betrieb auf der Delitzscher Kleinbahn AG genehmigt. Es fällt auf, dass die Motorleistung der eines Kleinen Wettiners entspricht, was bei dem Fahrzeug von den Salzwedeler Kleinbahnen zur baldigen Versetzung führte. Offensichtlich war aber die Leistung des DKB T 1 im Vergleich mit dem DWK-Triebwagen ausreichend. Offensichtlich reichte die Leistungsfähigkeit des Fahrzeuges nicht aus, denn 1939 wurde der T3 der Salzwedeler Kleinbahnen im Tausch gegen den DWK-Triebwagen nach Delitzsch geholt. Dieses Fahrzeug war fortan mit seinen 120 kW Leistung Stammfahrzeug bei der Delitzscher Kleinbahn. Um 1949 war der DKB T 1 nicht einsatzfähig.

### VT 135 530
Von 1951 bis 1955 war das Fahrzeug zur Reparatur im Ausbesserungswerk Dessau. Nach der Reparatur scheint das Fahrzeug nicht wieder nach Delitzsch zurückgekehrt sein, denn er wurde von 1955 bis 1956 beim Bahnbetriebswerk Halle P und 1956 bis 1959 beim Betrieb auf der Bahnstrecke Mockrehna–Schildau gemeldet. Das Fahrzeug ist dort geblieben und wurde 1969 abgestellt. Es stand noch einige Jahre auf den Abstellgleisen der Bahnbetriebswerke Leipzig und Altenburg.

### 186 020-4
Formell hat es noch die EDV-Bezeichnung 186 020-4 erhalten. Ausmusterungsdaten und Verschrottung sind nicht bekannt.
Heute sind von dem Fahrzeug nur nach Fotos vorhanden.

## Konstruktive Merkmale
Der Triebwagen gehörte zu einer Serie von Triebwagen für provinzialsächsische Kleinbahnen, von denen die WUMAG in Görlitz schon 1933 die Konstruktion erstellt hatte. Daraufhin wurden von der WUMAG, der Dessauer Waggonfabrik und Lindner mehrere Fahrzeuge für diese Kleinbahnen hergestellt. Dieses Fahrzeug stellt die Variante der Großen Wettiner dar, die von Lindner in Ammendorf hergestellt wurde.
Das Untergestell und das Kastengerippe, das außen mit 1,5 mm starkem Blech verkleidet war, bestanden aus elektrisch verschweißten Baustahlprofilen. Konstruiert waren die Fahrzeuge als Solofahrzeuge. Deshalb hatten sie anfangs keine Zug- und Stoßeinrichtung. Für den Beiwagenbetrieb wurden sie später mit leichter Zug- und Stoßeinrichtung versehen. Als Bremseinrichtung besaß er eine einlösige Bremse der Bauart Knorr, die für einen Beiwagenbetrieb vorgesehen war. Gebremst wurden die Achsen nur einseitig. Gesandet wurde die Antriebsachse mit Druckluft. Die Inneneinrichtung unterteilte sich in das Fahrgastabteil und die beiden Führerstände. Sie waren durch Trennwände und Drehtüren voneinander getrennt. Der Fußboden bestand aus Kiefernholz, das mit Linoleum belegt war. Über Klappen im Fußboden konnte die Maschinenanlage gewartet werden. Das Fahrzeug verfügte über 35 gepolsterte Sitzplätze mit Armlehnen, zur damaligen Zeit eine Verbesserung des Reisekomforts. Im Unterschied zu den Fahrzeugen der Kleinen Wettiner hatte das Fahrzeug eine Toilette.
Angetrieben wurden das Fahrzeug von dem Vierzylinder-Viertakt-Dieselmotor OM 65 von Mercedes-Benz. Es ist aus der Literatur nicht ersichtlich, was bei diesem Fahrzeug bei der Ausbesserung 1951 bis 1955 für ein Ersatzmotor genommen wurde, denn verschlissen war der Originalmotor auf jeden Fall. Die Kraftübertragung erfolgte über das Mylius-Getriebe und ein Achswendegetriebe, das mit einer Drehmomentenstütze versehen war. Beheizt war das Fahrzeug über eine Warmwasserheizung, die so ausgelegt war, dass das Innere des Wagens bei −20 °C Außentemperatur auf +20 °C beheizt werden konnte.